# Соколовка (Кемеровская область)
Соколо́вка — деревня в Ленинск-Кузнецком районе Кемеровской области. Входит в состав Шабановского сельского поселения.

## География
Центральная часть населённого пункта расположена на высоте 178 метров над уровнем моря.

## Население
По данным Всероссийской переписи населения 2010 года, в деревне Соколовка проживает 150 человек (63 мужчины, 87 женщин).

## Известные люди
- Лебедиков, Николай Иванович - Герой Социалистического Труда, бригадир тракторной бригады Краснинской МТС Ленинск-Кузнецкого района Кемеровской области.